# Ященко Вадим Юрійович
Вади́м Ю́рійович Я́щенко — український військовослужбовець, майор Національної гвардії України, учасник російсько-української війни, що відзначився у ході російського вторгнення в Україну. Герой України (2022).

## Життєпис
2017 року закінчив командно-штабний факультет Національної академії Національної гвардії України.
У вересні 2018 року був фіналістом кваліфікаційних випробувань з удостоєнням берета з відзнакою НГУ., відзначений спеціальним кубком «За волю до перемоги».
Влітку 2022 року брав активну участь у боях із визволення Харківщини, відзначився під час порятунку тяжкопораненого командира групи підполковника Олексія Осипенка, при цьому сам дістав тяжке поранення, проходив лікування протягом чотирьох місяців.
19 січня 2024 року під час церемонії у Маріїнському палаці Президент України Володимир Зеленський вручив 30 сертифікатів на отримання квартир військовослужбовцям Сил оборони, яким присвоєно звання Героя України, та родинам полеглих Героїв; один із сертифікатів було вручено майору Вадиму Ященку. 
Станом на кінець 2024 року — майор, заступник командира окремого загону спеціального призначення «Омега».

## Нагороди
- Звання Герой України з врученням ордена «Золота Зірка» (27 грудня 2022) — за особисту мужність і героїзм, виявлені у захисті державного суверенітету та територіальної цілісності України, вірність військовій присязі[3][4].